# Dochamps
Dochamps (en wallon Dôtchamp) est une section de la commune belge de Manhay située en Région wallonne dans la province de Luxembourg.

## Démographie
- Source: INS recensements population

## Histoire
Ce n'était une commune de la province de Luxembourg que depuis 1839. Elle faisait partie avant cela du département de Sambre-et-Meuse. Elle fut créée sous le régime français par la réunion des localités de Benasse, Dochamps, Forge-à-l'Aplé, Freyneux et Lamorménil.
Dochamps était une commune à part entière avant la fusion des communes de 1977.

## Patrimoine et culture

### Patrimoine architectural, monumental et sites

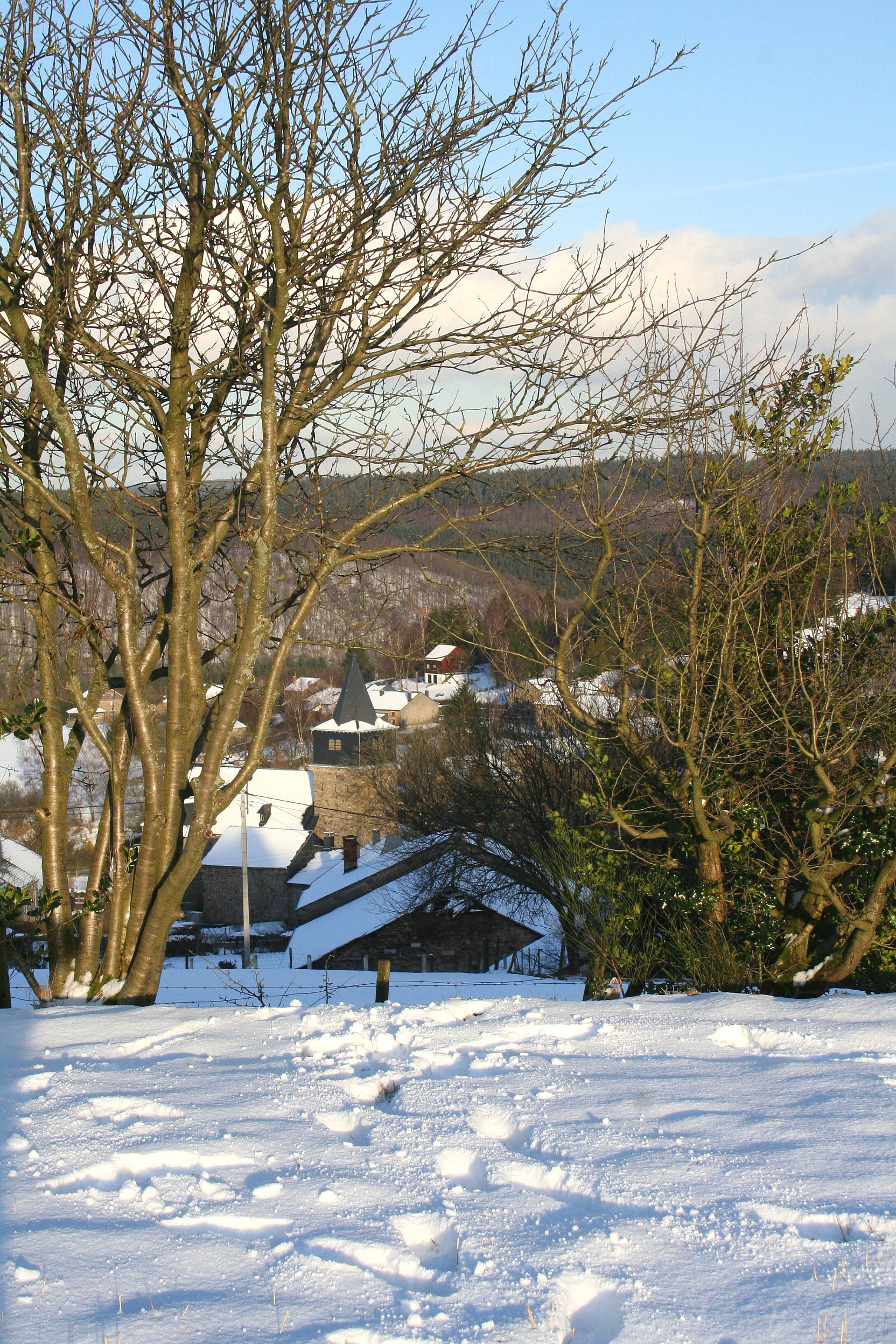
Le village en hiver.

- L'église Saints-Pierre-et-Paul datée de 1644 est classée.
- Le village est desservi par le Tramway touristique de l'Aisne.
- Le Parc Chlorophylle se trouve à Dochamps.